# Do It for Me Now
Singles de Angels & Airwaves
It Hurts
(2006) The War
(2006)
Pistes de We Don't Need to Whisper
Distraction
(2) The Adventure
(4)
Do It for Me Now est une chanson du groupe Angels & Airwaves qui apparaît sur l'album We Don't Need to Whisper. Sa version single est sortie le 24 juillet 2006. 

## Liste des pistes
| Do It for Me Now | Do It for Me Now | Do It for Me Now  | Do It for Me Now | Do It for Me Now | Do It for Me Now | Do It for Me Now | Do It for Me Now | Do It for Me Now | Do It for Me Now |
| No               | Titre            | Auteur            | Durée            |                  |                  |                  |                  |                  |                  |
| ---------------- | ---------------- | ----------------- | ---------------- | ---------------- | ---------------- | ---------------- | ---------------- | ---------------- | ---------------- |
| 1.               | Do It for Me Now | Angels & Airwaves | 4:33             |                  |                  |                  |                  |                  |                  |
| 4:33             |                  |                   |                  |                  |                  |                  |                  |                  |                  |